# Zbigniew Grzybowski (piłkarz)
Zbigniew Grzybowski (ur. 1 stycznia 1976 w Tczewie) – polski piłkarz grający na pozycji ofensywnego pomocnika lub napastnika.
Wychowanek Wisły Tczew. Grał też m.in. w Zawiszy Bydgoszcz, Zagłębiu Lubin, SV Wacker Burghausen, Górniku Polkowice i Amice Wronki. W tym ostatnim zespole występował do czerwca 2006 roku. Po fuzji Lecha z Amicą przeniósł się do Górnika Łęczna. Do września 2007 roku był zawodnikiem Zagłębia Lubin. Po zdobyciu mistrzostwa Polski z Zagłębiem przeniósł się do Górnika Polkowice. 5 września 2007 roku podpisał roczny kontrakt z beniaminkiem ligi cypryjskiej Olympiakos Nikozja.